# Statsvetenskapliga institutionen (Stockholms universitet)
Statsvetenskapliga institutionen vid Stockholms universitet är en av de största vid universitet. Institutionen skapades 1935 vid dåvarande Stockholms högskola och året därpå inrättades den första professuren (uppkallad efter Lars Johan Hierta) vid institutionen. Förste innehavaren av professuren blev Herbert Tingsten. 
Andra personer som är eller har varit verksamma vid institutionen inkluderar Ludvig Beckman, Kristina Boréus, Svend Dahl, Drude Dahlerup, Maud Eduards, Kjell Goldmann, Daniel Helldén, Maria Jansson, Jenny Madestam, Michele Micheletti, Tommy Möller, Olof Ruin, Björn von Sydow, Merrick Tabor och Daniel Tarschys.